# Johnsonina eriomma
Johnsonina eriomma är en fiskart som beskrevs av Myers 1934. Johnsonina eriomma ingår i släktet Johnsonina och familjen Triacanthodidae. IUCN kategoriserar arten globalt som livskraftig. Inga underarter finns listade i Catalogue of Life.